# Tetracnemoidea coffeicola
Tetracnemoidea coffeicola är en stekelart som först beskrevs av Geoffrey John Kerrich 1967.
Tetracnemoidea coffeicola ingår i släktet Tetracnemoidea och familjen sköldlussteklar. Inga underarter finns listade i Catalogue of Life.